# Colle del Giovo
Il colle del Giovo (un tempo noto anche come Giovo di Santa Giustina) è un valico dell'Appennino Ligure.

## Geografia

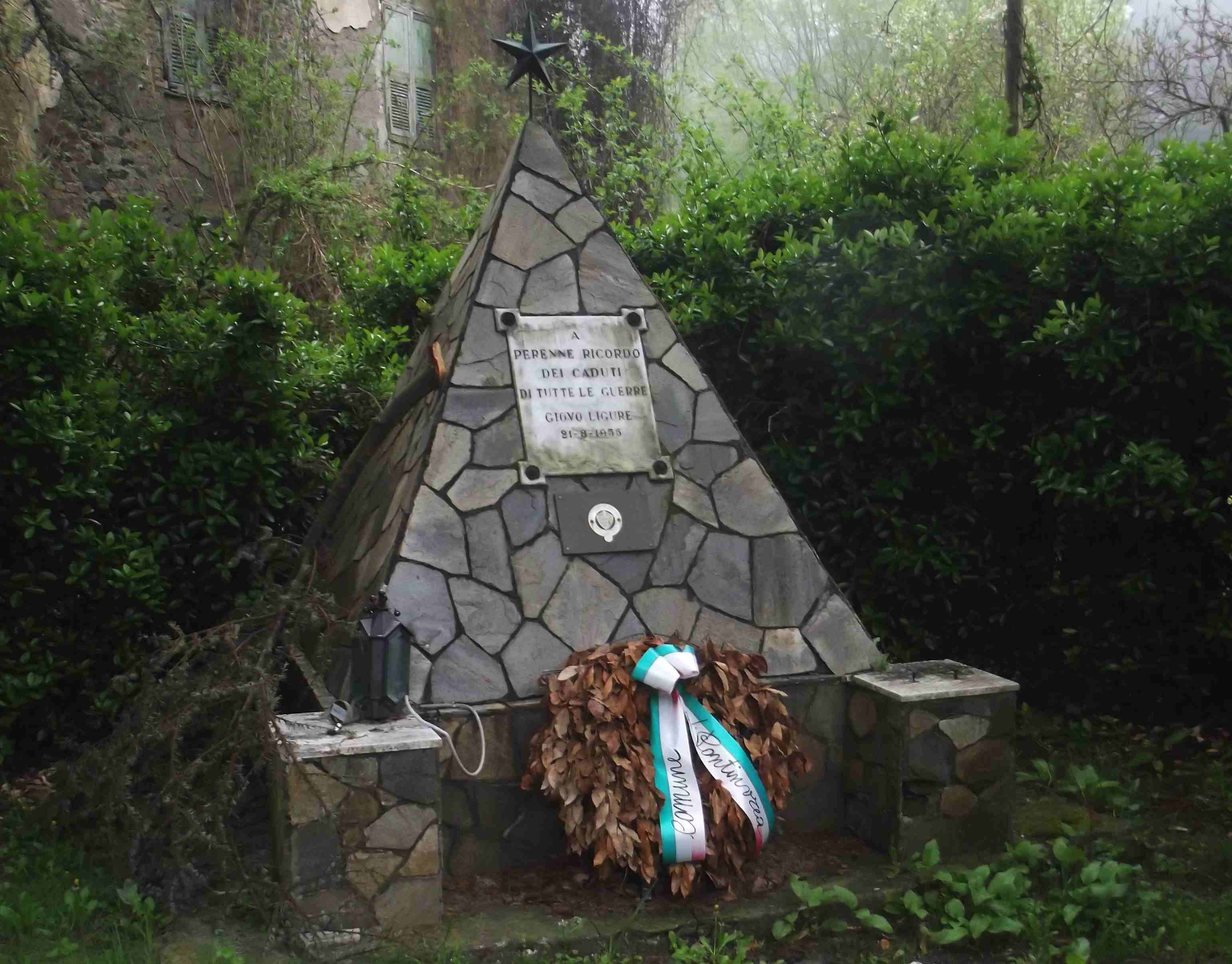
La piccola piramide in ricordo dei caduti in guerra.

Il colle è posto a quota 510 m s.l.m. lungo la SS 334 nel tratto tra Stella e Sassello. 
La zona del passo ricade, amministrativamente, nel comune di Pontinvrea di cui il piccolo abitato posto sul valico è la frazione di Giovo Ligure.
Il passo collega la valle del Sansobbia tributaria del mar Ligure con quella dell'Erro che fa parte del versante padano.

## Ciclismo
Il colle è molto frequentato dai ciclisti; la salita da Albisola Superiore viene considerata la più difficile tra quelle dei quattro principali punti di valico dell'Appennino che collegano le province di Genova e di Savona con il Piemonte meridionale (gli altri tre sono il colle di Cadibona, il passo del Turchino e il passo dei Giovi).

## Escursionismo
Per il colle transita anche l'Alta via dei Monti Liguri, che ad est del valico entra nel Parco naturale regionale del Beigua.